# Деколонизација Африке
Деколонизација Африке је историјски процес који се одиграо у већем делу афричког континента након Другог светског рата. Он подразумева осамостаљивање великог броја европских поседа (британских, португалских, француских и белгијских) и формирање афричких држава.
Осамостаљење европских колонија у прекоморским земљама није било ограничено на Африку. Оно је обухватало све континенте, баш као што је и европско освајање прекоморских поседа обухватало све континенте. Други светски рат био је свакако катализатор али корени промена су у даљој прошлости. Закон о управљању Индијом, који је донео Британски парламент 1935. године, предвиђао је независност индијског потконтинента, мада не у оном облику у којем је дошло до независности. Међутим, последице рата утицале су да европске силе сагледају нову перспективу света и свог места у њему, укључујући и њихове односе према Африци.

## Политичка позадина
Када су колонијалне силе превазишле шок победе и разарања након 1945. године, оне су благонаклоно гледале на афричке колоније због њихове подршке у рату и доприноса савезничкој победи. Желеле су и даље да рачунају на сталну лојалност, као и на афричка природна богатства у Хладном рату који су управо предузимале против Совјетског Савеза и његових савезника. Европско јавно мњење било је увелико против колонијализма. Британија је врло брзо, 1947. године прихватила независност Индије и Пакистана. Француска и Холандија су у међувремену одлучиле да се боре за опстанак у југоисточној Азији, али без успеха. Холандски неуспех да поново освоји Индонезију био је очигледан 1950. године, док је француска армија доживела спектакуларни пораз у Индокини код Дијен Бијен Фуа 1954. године. Нови распоред светских сила постао је очигледан, мада је то било наговештено још двадесетих година 20. века у Рифском рату. Чак и тада европске силе нису постале свесне новог поретка. Французи су морали поново да науче лекцију у Алжиру током педесетих година 20. века, а САД су то поновиле у Вијетнаму (иако Јужни Вијетнам није био америчка колонија) током шездесетих година 20. века.
Посматрано из дуге историјске перспективе европско освајање и деколонизација Африке одиграли су се великом брзином. Само у три деценије од 1880. до 1910. године извршена су главна освајања а само је две деценије, од 1955. до 1975. године требало да се оконча империја. Многи основни узроци освајања сада су се преокренули. После 1945. године колонијална територија није више имала значајну улогу у међусобном европском супарништву. Совјетски Савез и Сједињене Америчке Државе бацили су европске силе у засенак а они нису имале афричке колоније. Идеолошко оправдање колонијалне владавине ослабило је опадањем расизма и културног шовинизма који су били изузетно јаки покрети крајем 19. века. Више се није сматрало моралним чином да се „цивилизују примитивни народи на другим континентима“. Чак супротно, држање колонија против њихове воље изазивало је противљење у светском јавном мњењу. Такође број чланица Уједињених нација из Африке растао је сваке године.
Ово су, међутим, били само споредни чиниоци у поређењу са померањем равнотеже војних расхода. Крајем 19. века позната корист од афричке империје коју је имала европска сила није била тако велика, али су трошкови освајања били неупоредиво мањи. У трећој четвртини 20. века корист од европских поседа у Африци била је боље позната али је и даље била мала, а трошкови борбе против организованог ослободилачког покрета били су веома велики. Европске империје и неевропске секундарне империје имале су огромну предност од локалног монопола на савремено наоружање. Током педесетих година 20. века предност се померила у корист герилског ратовања где је и мали број герилских побуњеника могао да се бори против многоструко јаче конвенционалне војске. Примери Индонезије, Индокине и Алжира уследили су кратко један за другим. Ниједна европска земља није могла дуго да поднесе толике расходе мада је требало доста времена да се та чињеница призна.

## Облици и извори афричког отпора

### Примарни отпор
Неки облик афричког отпора колонијалној владавини постојао је од самог почетка. Тај отпор пружале су претколонијалне државне творевине и он је углавном био слаб и краткотрајан. Примарни отпор је обухватао и један подтип отпора стварању државе, где је вођство требало да изгради нову политичку структуру. Очигледни примери ових подтипова су Абдел Кадир у Алжиру, устанак Мау-Мау устанак у Кенији и, у каснијем периоду, побуне народа Шона и Ндебеле у Родезији. Коначна победа у борби за афричку независност имала је свакако корене у савременом национализму - облику политичке организације преузетог са запада или прилагођеног другим неевропским земљама (као што је Индија) са циљем да се преузме колонијална држава као оквир за обновљени и независни афрички политички живот.
Примарни отпор је престао у већем делу Африке пре Првог светског рата и савремени национализам је почео да бележи победе тек после Другог светског рата. Једна неприкладна трећа категорија владала је у току међуратног периода али је била толико разноврсна да је тешко назвати категоријом. Неку врсту отпора организовале су елитне политичке партије као што су Западноафрички национални конгрес или Афрички национални конгрес у Јужној Африци. Остале врсте протеста су биле различите штрајкови, побуне, верски покрети или мирни отпор колонијалној владавини изражен преко штампе или политичких процеса. И поред велике разноврсности они се не могу сврстати ни у примарни отпор ни у савремени национализам.

### Религија као покретач отпора
Заједничка религија била је један извор јединства много обухватнији од било ког друштвеног груписања. Без сумње то је један од разлога што су најуспешнија настојања за стварање државе — од Абдел Кадера у Алжиру, преко Санусија до Мухамеда Абделхасана у Сомалији — била заснована на религији са универзалним захтевима.
Колонијални званичници су стога обраћали велику пажњу на ислам као на могућу уједињујућу силу. У северној Африци су Французи били посебно активни у верској политици спречавајући неке вође, али помажући друге који су се чинили наклоњени европској владавини.
Позив у име ислама могао је бити претња и муслиманским управама. Низ верских побуна у 19. веку у читавом Судану јасно показују да религија може да уједини народ без обзира на различитост притужби и циљева. Слични покрети нису се претворили у општу верску побуну у току колонијалног периода али покрети какви су били Хамалија у француском Судану (касније Малију) и муслиманска братства у Египту од четрдесетих година 20. века илуструју почетну снагу која је у одговарајућим условима могла да се претвори у општу побуну.
Хришћанске секте, које су се одвојиле од европских мисионара и европске верзије хришћанског правоверја могле су да се окрену против режима. Баш пред Први светски рат у Њасаленду (сада Малави), Елиот Камвана организовао је Осматрачки покрет по угледу на америчку секту Јеховиних сведока. Као прво основано друштво, Камвана је проповедао други Христов долазак. Покрет се пренео и на друге колоније. Међутим, претворио се у антиевропски када је Камвана наговестио дуги долазак за 1914. годину када ће повратак Христа довести до одласка Европљана, краја опорезивања и враћања афричке самоуправе. Управа Њасаленда је протерала Камвану и покушала да разбије његове присталице, међутим без успеха. Осматрачки покрет је проповедао по читавој централној Африци и задржао је јако антиевропско расположење све до краја колонијалног периода.
Даље ка северу, у доњем Конгу, око 1920. године други хришћански вођа Симон Кимбангу добио је прве присталице због своје исцелитељске моћи. Међутим, 1921. године неке његове присталице су наговестиле да ће небеска врата истребити Европљане. Други су тврдили да ће се Афроамериканци вратити и ослободити своју браћу и сестре. Белгијске власти су осудиле Кимбангу на доживотну робију, али је покрет настављен уз повремено исказивање антиевропског осећања. Чак су и православне хришћанске цркве могле да допринесу отпору. Године 1915. свештеник Џон Чилембве из Њасаленда користио је своју паству као језгро отворене побуне коју је управа убрзо угушила.

### Женски покрет
Чак је и пол понекад могао да има значаја у окупљању народа у протесту против колонијалне владавине. Најчувенији је пример из 1929/1930. године био је низ побуна у југоисточној Нигерији познатих као рат жена из племена Аба. Многе су жене, ако не и већина учествовале. Засебна акција жена била је могућа јер је народ Ибо имао посебне организације жена. Неке од притужби жена биле су против Ибо мушкараца, посебно оних који су прихватили положај овлашћеног поглавице под колонијалном управом. Жене су осећале претњу као према женском бићу, поготово у погледу њихове плодности и опстанка њихове деце. Биле су уверене да колонијалне трупе неће пуцати у њих што би учиниле побуњеним мушкарцима. На тај начин жене су се осетиле сигурним од врсте силе која је пре две деценије поразила мушкарце.
Покрет се ослањао на притужбе које су биле старе колико и освајање, и на јасно сећање масовне смртности у току послератне епидемије грипа (1919. године). Продирање западне културе преко хришћанских мисија или наметање овлашћених поглавица били су знаци даљег узнемиравања. Прве акције жена уследиле су 1925. године када су групе жена у знак протеста почеле да играју и певају пред пребивалиштем овлашћених поглавица. Оне су говориле народу да се врати старом начину живота, да одбаци западни начин одевања и новац колонизатора. Неке су обећавале да ће одбацивање западне културе натерати Британце да се повуку. Британци су затим, 1928. године први пут увели опорезивање мушкараца. Следеће године почели су да пребројавају и мушкарце и жене ради пописа. Жене су сматрале да то значи да ће и оне бити опорезоване. Још више их је узнемиравало то што је локални обичај дозвољавао само пописивање робља. У најгорем случају то је значило да су и мушкарци и жене робови. Штавише, бројање слободних људи било је изазивање духова, искушавање да убијају живе као што су то очигледно радили за време епидемије 1919. године.
Године 1929. жене су организовале низ побуна уништавајући домородачке судове које су Британци основали и пљачкајући локалне радње британских фирми. На врхунцу побуне у једном месту се окупило 10.000 жена са лицима обојеним плавом бојом и штаповима обавијеним папратом у рукама, представљајући јединство и опасност. У овом случају војници су пуцали и убили више од педесет жена. Тада је управа предузела неке мере да ублажи неке од њихових притужби и покрет се угасио, иако је остала дубока огорченост жена све до дубоко у следећу деценију.

### Економски покрети
Заједнички економски интерес био је још један разлог за солидарност и заједничку акцију. Потрошачи су могли да се уједине против високих цена или ниског квалитета а произвођачи су могли то да учине из најмање два разлога. С једне стране, власници фарми какаоа, радници на фармама и поседници могли су да се уједине против ниске цене какаоа. Или једна група - надничари, могли су да се уједине тражећи више наднице.
У већем делу колонијалне Африке индустрија је била неразвијена и разбацана. Надничари су били само мали део укупног становништва тако да је уједињена акција радника обухватала само мали број људи. Протести против одмеравања цена имају ширу основу, мада је било тешко да буду подржавани али су имали важну улогу у развоју покрета за независност. Ови протести посебно су били уобичајени у периоду високих увозних цена 1945—1950. и често су имали вид градских побуна, уз пљачку радњи странаца и стоваришта трговачких компанија. Неки су били много обухватнији и имали су подршку. У јануару 1948. Комитет за борбу против инфлације на Златној обали организовао је потрошаче да не купују памучне тканине, месне конзерве, брашно и алкохолна пића готово читав месец дана. Кампања је коначно приморала трговачке компаније да смање износ профита и истовремено је подржала политичке партије које су се бориле за самоуправу, помогавши да Кваме Нкрумах буде изабран на положај премијера 1951. године.
Заједничку акцију произвођача било је теже организовати. Најуспешнији пример у међуратном периоду је такође на Златној обали. Године 1937. цена какаоа била је врло ниска, али су се велике трговачке компаније договориле да поделе тржиште и тиме још више смање цене. Произвођачи су одлучили да под вођством традиционалних политичких власти, уз општу подршку свих људи из региона где се производио какао да задрже целу жетву док велике фирме не подигну цену. Овај покушај није донео неку велику непосредну добит али је узнемирио компаније које су држале монопол.
Активност обичних радничких синдиката могла је лакше да се организује, јер је било обухваћено много мање људи. Афрички синдикати били су незаконити у Јужној Африци, највише индустријализованом региону. После пропасти синдиката индустријских и комерцијалних радника Клемента Кадалије двадесетих година 20. века само европски синдикати су имали право гласа, и они су били снажни инструменти за одржавање расне дискриминације у индустрији и великих разлика између надница Европљана и Африканаца. У Магребу и Африци под француском контролом постојећи синдикати тежили су да се придруже некој од постојећих синдикалних организација у Француској. Најранији велики штрајк започели су грађевински и лучки радници Орана и Алжира у периоду 1927—1929. године. Најзначајнији протести међуратног периода избили су 1936. године уз решавање спора између социјалиста и комуниста и стварање Јединственог фронта у самој Француској. Тада је озбиљна синдикална активност могла да пређе из градова у села, не само у Алжиру већи у Мароку и Тунису. Тропска Африка, с друге стране имала сразмерно мали број надничара али заједничко деловање у западноафричким лучким градовима постојало је бар од деведесетих година 19. века а нешто касније 
и у већим источноафричким лукама као што је Момбаса. Чак и у Родезији., радничка акција 1899. године изазвала је финансијске губитке рудника, којима је веома лоше управљано, једноставно зато што су сезонски радници одбили да раде. 
Синдикална активност у Родезији између ратова углавном је била безначајна.
После 1945. године синдикати су добили нови значај, често повезан са политичким партијама покрета за независност. Али националне вође и синдикати показали су тежњу да се раздвоје током педесетих година 20. века., делимични и због тога што је покрет за независност сада имао стварну снагу изван градске радничке класе те није хтео да се ограничава на овако узан круг присталица. Од вођа за независност само је Секу Туре из Гвинеје Конакри дошао на власт преко синдикалног покрета.

## Етничка припадност и национализам
Осећање поседовања заједничке културе и историјског искуства било је још једна основа за деловање на путу ка независности. Европско схватање националне припадности израсло је из сличних корена али оно што је представљено као национализам у Африци било је другачије природе. Елиту са европским образовањем која је предводила прве националне покрете, повезивало је заједничко искуство као Африканаца, а не као припадника одређене етничке групе. Панафричко гледиште претворило се у националне захтеве за боље поступање према свим Африканцима или за исправку посебних неправди. Чак су и национална независност или потпуна расна једнакост у држави били тако далеки циљеви да су ретко помињани пре 1945. године. 

### Променљивост етничке припадности
Новинарска пракса такође наговештава да осећање Африканаца о етничком идентитету постоји од памтивека, да су етничке разлике непроменљиве и да свакако морају деловати у политичком животу. У ствари, становници Африке могу нагло да промене своје осећање националне припадности. Године 1924. у Занзибару, 33 944 особе изјаснило се као Свахили приликом пописа. Само седам година касније тај број је спао на 2 066. Они су и даље говорили свахилским језиком али више није било у моди да се користи свахили као основна лична идентификација. У првим годинама владавине у Конгу Белгијанци су признавали Бангале као једно од великих племена дуж реке Конго. Године 1958. белгијски етнографи су закључили да такво племе не постоји иако је лингала остао значајан трговачки језик.

### Манипулација етничком припадношћу
Колонијална држава често је покушавала да манипулише људима преко њиховог осећања етничке припадности. Од 1948. године Јужноафричка унија је свесно покушала да створи домовине за различита племена у настојању да ојача етничко осећање и тиме смање могућност јединственог деловања Африканаца као Африканаца већ пре као припадника Коса или Зулу. Ово је слично политици коју је спроводио Совјетски Савез у средњој Азији.
Посредна владавина у Тропској Африци настојала је да постигне исте циљеве и вероватно је ојачала локалну солидарност, као што је осећање припадности народа Ашанте, насупрот лојалности Златној обали. Свакако је то успела у Уганди где је народ Ганда добио и своју представничку скупштину. Они су могли да изразе своје незадовољство када су била посреди њихова древна гандска права али не као уопштени низ афричких притужби на колонијалну државу. У време независности уска солидарност народа Ганда била је озбиљна препрека за национално уједињење за већи угандски протекторат.
У Магребу су Французи покушали да користе супарништво језика на сличан начин. Они су осећали да је већина која говори арапским језиком најзначајнија претња њиховој владавини ако би могла да уједини земљу у целини. У Мароку су се окренули према мањини која је говорила берберским језиком. Године 1930. француска администрација је издала Берберски дахир у султаново име. То је декрет којим се даје предност традиционалним берберским законима у односу на исламски шеријат. Показало се да је то била погрешна одлука. Уместо да окупи Бербере за француску ствар он је окупио муслимане свих врста против колонијалног режима и довело до првог организовања које ће касније довести до покрета за независност.

### Сједињавање и раздвајање
Неки примери све већег истицања етничке припадности били су непосредна последица државног деловања. Пре колонијалног утицаја народ Кикују у централној Кенији није имао неко дубоко осећање заједничке припадности, можда зато што су живели на одвојеним планинским заравнима, имали локална историјска предања и нису имали јединствени политички систем. Тада је колонијална власт у њиховој средини започела изградњу Најробија, довела многе мисије да проповедају хришћанство и одузимала много њихове земље да би створила зараван белаца. Обичај заклетве којим се потврђивала њихова сагласност за јединствене акције био је њихова најзначајнија заједничка институција мада нису имали централизовану политичку власт. Када су коначно реаговали на колонијално угњетавање побуном Мау-Мау 1953. године заклетва је чувала јединство, тајност и дисциплину. Колонијално угњетавање пробудило је осећање заједничке припадности народа Кикују које је ојачало због нових повезивања у градском окружењу и које је коначно исковано у борби против Британаца.
Међутим, заједничка култура у сваком случају није била довољна да сама по себи створи етничку солидарност. Колонијално угњетавање могло је да раздвоји људе сличне по култури. То се догодило народу Луба Касаи и Лулула у Белгијском Конгу. Они и даље говоре истим језиком а културне разлике у претколонијалном периоду биле су занемарљиве. Међутим, у току колонијалне ере међу њима се развило жестоко непријатељство. Прво, народ Луба Касаи доживео је драстичније промене у периоду трговине робљем и секундарног царства после средине 19. века. Пошто су истерани из свог природног станишта они су чешће него припадници народа Лулуа одлазили у европске школе, док је народ Лулуа задржао стари образац образовања за земљорадњу. Стога су припадници народа Луба Касаи добијали најбоља места у рудницима Катанге. Они су постајали успешнији јер је железничка пруга пролазила кроз територије које су они насељавали тако да су могли да продају своје производе. Педесетих година јавила се несташица земље међу народом Лулуа тако да су и они морали да потраже запослење у рудницима где су затекли припаднике народа Луба Касаи како већ држе најбоља места. Народ Лулуа је реаговао тако што су се 1952. године удружили у етничко удружење посвећено унапређењу њихових могућности. Године 1959. непријатељство се претворило у страховиту градску герилску борбу. Лулуе су истерале припаднике народа Луба Касаи из Лубумбашија. Економско супарништво надјачало је етничке сличности каналисане солидарношћу која је створена током колонијалног периода а није наслеђена из прошлости.

### Етничка припадност у борби за независност
С обзиром на значај народности у европској политици, чини се помало чудним да осећања афричке етничке припадности нису била много више развијена. Од првих покрета за независност донедавне прошлости афрички народи су тражили неки облик преваге, било у оквиру или ван колонијалних држава, који ће довести до независног статуса. Национални ослободилачки покрет Ашантеа на Златној обали 1954. и 1955. године за кратко је зауставио ганску независност. Мало касније, становништво Фритауна и његове околине, које говори крио језиком, тражило је независност, не желећи да буде у саставу Сијера Леонеа. Недавно је партија слободе Инката у Јужној Африци бранила права народа Зулу против програма мултирасне и мултиетничке државе за коју се борио Афрички национални конгрес.
Само је Сомалија успела да уједини две претходне колоније, британску и италијанску, у заједничку државу засновану на културном и језичком идентитету. Јединство је трајало извесно време али се деведесетих година 20. века сомалијски етнички идентитет распао на саставне делове и замениле су га сроднички засноване потподеле сомалијске нације. У осталим деловима Африке границе колонијалних држава постале су границе независних држава које су их наследиле упркос чињеници да те границе често раздвајају афричке етничке групе. После добијања независности неки покрети за одвајање постали су стварна претња јединству одређене државе. Почетком шездесетих година 20. века Катанга (сад Шаба) претила је одвајањем од Заира, али је покушај пропао. Касније је народ Ибо из источне Нигерије водио грађански рат за независност Бијафре као етничке државе, али и тај покушај је пропао. Углавном муслиманско становништво јужног дела Републике Судан покушало је да извојује своју независност али ни они нису успели да остваре свој циљ. Једино је Еритреја успела да добије независност од Етиопије.
Нема општег објашњења за све ове неуспехе али је свакако значајно да готово свака афричка држава има проблема са етничким покретима за одвајање и стога све државе теже да се уједине против таквих изазова. Покрет за независност био је пре свега настојање да се оконча европска владавина. Заједничка етничка припадност била је снага јединства до извесне мере. Могла је да буде искоришћена заједно са народом Ашанте да се створи уједињена опозиција колонијализму, али је истовремено сама чињеница јединства народа Ашанте могла да спречи веће јединство становништва читаве Златне обале против Британаца. Политичке вође у време независности су то схватиле и покушале да стишају етничка супарништва која су могла да ослабе заједничку тежњу ка независности.

## Политичке партије и покрети за независност

### Етничке поделе и политичко организовање
Мада су етничка, економска и верска солидарност имале своју улогу у покретима за независност стварне организације које су довеле Африку до независности биле су политичке партије организоване по европском обрасцу. Партије су често покушавале да умање значај својих веза са одређеном етничком групом мада су те везе понекад могле да буду јаке. Многи Јужноафриканци повезивали су Афрички национални конгрес са народом Коса, јер је Нелсон Мандела био пореклом из једне познате породице Коса као и многе друге вође Афричког националног конгреса. Без обзира на то конгрес је свим силама покушавао да умањи етничке и расне поделе.
Мора се истаћи једна важна политичка чињеница да је било мало афричких етничких група које су имале велику већину у оквиру колонијалне државе (или њене наследнице након стицања независности). Да би дошла на власт уз народну вољу и изборну политику било је неопходно да партију прихвати што је могуће више различитих група становништва. Исто тако било је неопходно да партија смањи своје везе са неком економском силом као што је организована радна снага. С друге стране, у стварности, ако не и у теорији, политичка партија је могла да искористи етничку припадност да би нагло створила велики број следбеника у сеоским подручјима. Три главне партије у Нигерији непосредно пре и после добијања независности биле су заговорници нигеријске независности али је свака од њих представљала одређени регион или једну од три главне језичке групе- ибо, јоруба и хауса. Као и све друге партије у свету партија може да добије подршку већине само ако има следбенике са веома различитим циљевима и разноврсним потребама.

### Рано политичко организовање
Политичке партије су постојале у Африци, како северно тако и јужно од Сахаре чак и пре почетка главних колонијалних освајања осамдесетих година 19. века. Оне су наставиле да постоје и у колонијалном периоду свуда где је представничка политика била дозвољена и оне су понекад могле да делују као важне групе за вршење притиска ван званичног политичког живота. Политичке партије су настале у Египту пред само преузимање од стране Британаца 1882. године, у привилегованим заједницама Сенегала и у неким британским западноафричким градовима са изборном општинском управом. Међу активним групама које су вршиле притисак на законодавце у Јужној Африци Афрички национални конгрес је основан 1919. године Унија индустријских и трговачких радника Клемента Кадалија био је активан двадесетих година 20. века. Ту је био и Западноафрички национални конгрес, а Генерални конгрес дипломаца основан је у британско-египатском Судану 1938. године.
До 1940. године политичке партије, групе која је вршила политички притисак, или незваничне организације националиста постојала је у готово свим афричким колонијама. Али готово у свим случајевима чланство је било ограничено на европски образовану средњу класу градског афричког становништва која је познавала устројство колонијалне државе и схватила да је учествовање у раду у оквиру саме државе најбољи начин да се досегне независност и преузме контрола, било силом или преговорима. У политичкој клими пре Другог светског рата независност се чинила толико далеком да су се националисти усредсредили на мање циљеве као што су већа овлашћења самоуправе, остављајући право на независност негде у позадини.
Затим је дошло до Другог светског рата који је у Африци био катализатор покрета за независност. Он је понекад доприносио да држање очврсне, понекад да се промени али свуда је пооштравана тежња ка даљим социјалним, економским и политичким променама. Проналажење начина да се усмере и ускладе захтеви толико група и слојева у оквиру друштва било је велики проблем. Уопштено речено решење се налазило у проширивању постојећих малих партија средње класе обухватањем градских радника и сеоских маса.

### Покрети након Другог светског рата
У појединим колонијама дошло је до транзиције. Искуство Алжира постало је пример за цео Магреб. У Алжиру је први покушај стварања масовних партија кренуо са Народним фронтом у Француској који је први пут 1937. године донео сразмерну изборну слободу Алжиру али је стварни пробој уследио тек након рата. Године 1946. Масали Хаџ удружио се са осталима да би створили Покрет за победу демократских слобода. После промена у вођству и организацији једна фракција овог покрета постаје Фронт националног ослобођења који се борио против Француске од 1954. до 1962. године у рату за независност и остао на власти дуго после добијања независности.
Египат је свакако имао дугу традицију политичког живота у коме се политика постепено ширила ка обухватнијим секторима становништва али су се прве масовне партије у британско-египатском Судану појавиле тек 1943. године. Једна од њих партија Ашик проширила се на широке масе преко незваничног повезивања са верским братством Катмија док је друга Ума деловала преко Махдијевог сина. Ове две партије преузеле су стара супарништва између суданских најважнијих верских братстава и свака од њих је предвиђала нову врсту суданских односа са Британијом и Египтом после рата.
У другим крајевима јужно од Сахаре, прве масовне партије створене су у западној Африци где су елитне партије играле водећу улогу. На Златној обали главна постнационалистичка партија била је Уједињени конгрес Златне обале, група западно образоване градске елите и неких поглавица јужне Златне обале. Године 1949. Кваме Нкрумах, младић који се вратио са школовања у Америци, одвојио се са неколицином млађих чланова и основао Странку народног конгреса, која је убрзо задобила велики број присталица. У Нигерији је Намди Азикиве основао 1944. године Национални конгрес Нигерије и Камеруна, чију је основу чинио народ Ибо али са циљем да привуче све Нигеријце. До почетка педесетих година није задобио већинску подршку коју је Странка народне конвенције уживала на Златној обали.
У француској западној Африци сразмерно елитне партије прерасле су у масовне партије чак и касније. Политичка активност била је могућа у свим деловима француске западне Африке тек после 1946. године и тада се односила на представљање у Народној скупштини Француске у Паризу. Политичке партије које су се појавиле биле су квазисавези локалних партија. Афричка демократска заједница била је најјача и највише распрострањена од ова три рана савеза. Широки народни покрети нису се равномерно појављивали на свим територијама. На неким једва да су постојали у време стицања независности али је општа покретна снага покрета за независност била довољно јака да понесе читаве савезе као што су француска западна Африка и француска екваторијална Африка упркос недовољним претходним припремама у колонијама које ће постати Чад, Нигер или Централноафричка република.
Масовне партије су се много спорије развијале у деловима источне и централне Африке, мада је независност Гане 1957. године дала пример и подстрек. Масовне партије почеле су да се стварају готово свуда 1958. године.
Касна појава масовних партија и изборне политике биле су од највеће важности за судбину и независност Африке. Афрички отпор постоји од почетка колонијалног периода али је политички инструмент који ће довести већи део северне и тропске Африке до независности створен тек на самом крају. Вредност европског туторства огледала се у колонијалној речитости као припреми за коначну независност, али је то туторство у изборној политици било пре Другог светског рата незнатно, а касније неравномерно. Супротности између Индије и британских афричких колонија биле су знатне. Британска Индија кренула је ка ограниченој самоуправи још 1917—1919, бар тридесет година пре британских афричких колонија. Већина Африканаца се прилагодила светској привреди на начин на који су морали то да учине. Многи су имали прилике да се упознају са западном културом прихватајући и њене предности и њене мане. Али, могућност спровођења изборне политике по демократској традицији била је заиста ограничена све до педесетих година 20. века. Пре свега, афричке вође су научиле како да искористе политичке организације за добијање моћи. Они нису имали много могућности да испробају тежи начин мирног предавања власти после изборног пораза. Стога је тај неуспех био значајан разлог за слабост демократских институција у постколонијалној Африци.

### Политичко деловање у Јужној Африци
Присуство досељеника у јужној Африци гурало је афрички национални покрет у нешто другачијем правцу, али он ипак није био потпуно различит. И тамо је после Другог светског рата створена много милитантнија политичка атмосфера. У току рата Афрички национални конгрес и даље је постојао али није био делотворан. Године 1944. група младих интелектуалаца укључујући Валтера Сисулуа, Антона Лемебедеа, Оливера Тамбоа и Нелсона Манделу, постаје активна и успева да 1949. године освоји контролу над АНК. Њихов нови програм обухватао је штрајкове, грађанску непослушност и одбијање сарадње да би натерали владу да укине дискриминационе законе. Године 1952. они су изабрали Алберта Лутулија за генералног председника Конгреса. Слична померања ка борбености одвијала су се и у Јужноафричком индустријском конгресу и Политичкој организацији обојених.
Међутим од 1948. године они су деловали против још чвршће управе белаца – Бурске националистичке партије. Током педесетих година двадесетог века АНК је деловао у споразуму са друге две групације и често са либералним европским или мултирасним организацијама. Они су започели низ мирних кампања, без насиља. Главна тактика била је отворено супротстављање дискриминационим законима. На тај начин изазивали су хапшења: у првој кампањи 1952. године ухапшено је 8 000 људи а у другој кампањи 1955. хапшења су била још масовнија и уведено је још репресивније законодавство. Овог пута влада Националистичке партије ухапсила је вођство партије и оптужила их за велеиздају али влада није успела да издејствује изрицање пресуде против оптужених.
Средином педесетих година 20. века неки Африканци присталице насилнијег приступа почели су да сумњају у делотворност мултирасног савеза и да заговарају чисто афрички покрет посвећен ослобођењу афричке већине свим средствима- насилним или било којим другим. Када заговорници насилних метода нису успели да освоје контролу над АНК 1959. године, они су се одвојили и основали нови Панафрички конгрес под вођством Роберта Собуквеа. Године 1960. ПАК је кренуо у носу кампању тражећи од великог броја Африканаца да изазову хапшење неношењем своје пропуснице при одласку у полицијску станицу коју су обавезно морали да носе сви Африканци изван резервата. У полицијској станици у Шарпвилу близу Јоханезбурга полиција је отворила ватру на масу и убила 69 Африканаца који су протестовали.
Број убистава није био тако велики али је Шарпвилски масакр био део великог низа политичких промена које су кренуле од 1959. године. Он је изазвао демонстрације подршке у целој земљи. Цео свет је био узнемирен и изненађен. Влада је извратила доношењем закона којима се укидају АНК, ПАК па чак и умерена мултирасна Либерална партија. На унутрашњем плану Јужна Африка је почела да иде ка издвајању из Британског комонвелта нација у којем су се нови независни чланови попут Индије противили јужноафричкој расистичкој политици. Године 1961. Јужна Африка постала је република. У току неколико следећих година Уједињене нације су покушале да ставе ембарго на продају оружја Јужноафричкој Републици и званично али неуспешно укинуле мандат Лиге народа којим је Намибија стављена под контролу Јужне Африке. Онда су повучени потези којима је Јужноафричка Република избачена из светске заједнице без обзира колико неуспешно али је тиме уништена било каква нада ка отвореној или законској опозицији у догледно време. Обнова афричке опозиције од средине седамдесетих и током осамдесетих година 20. века припада историји постколонијалне Африке.

## Крај европских империја у Африци

### Независност Египта
Први пробој ка независности догодио се на северу, тачно тамо где су Европљани задржали бар привид вршења протектората над неевропском владом. Што се тога тиче, Египат је био званично независан пре 1914. године и поново 1922. године, мада је у стварности британска владавина трајала од 1882. године и, у извесним видовима, наставила се све до средине педесетих година 20. века. Тридесет година после добијања званичне независности Британија је споразумом задржала право контроле египатске одбране, иностраних и суданских послова - заједно са правом међународног пролаза преко Египта кроз Суецки канал. Новинарска фраза за ова продужена права која су следила период званичне колонизације је неоколонијализам али стварност се једва разликовала од врсте незваничне империје која је тако често претходила званичном припајању.
Поређење периода од пре 1914. године и после 1922. у Египту још су упадљивија. У оба периода постојеће парламентарне институције нису имале успеха у својим односима са краљем који је задржао стварну моћ. А још неуспешнији били су у односу на британску окупацију. Прво национално супротстављање британској окупацији 1882. године спровели су армијски официри који су подржали пуч Урби-паше и који су покушали да се војно одупру упркос слабостима Египта. Тај покушај је пропао, али је коначно супротстављање Британији почело 1952. године када је друга група армијских официра коју је овог пута предводио Гамал Абдел Насер узела власт у другом пучу којим је свргнута монархија. Нови парламент је поново отпочео преговоре са Британијом који су завршена британска владавина Судана, с тим што је Судан могао да бира између савеза са Египтом и потпуне независности. Судан је изабрао независност и 1956. године постао прва нова независна држава јужно од Сахаре. У међувремену је другим окончао британско војно присуство у зони Суецког канала од 1955. године, чиме је обележен званични крај британске незваничне империје у Египту.

### Независност Етиопије
Етиопија је поново добила независност у слично време као и Египат. Почетком Другог светског рата британска морнарица одсекла је италијанску источну Африку од метрополе. Британска армија је 1941. године почела да улази из Кеније и Судана, што је довело до италијанске предаје и повратка цара Хајле Селасија 1942. године. Али, Етиопија је остала незванични британски протекторат све до краја рата, а чак и у првим послератним годинама. Коначни кораци ка деколонизацији на Рогу Африке предузети су 1949. године када су Уједињене нације ставиле италијанску Сомалију под италијанско туторство за следећих десет година. У исто време оне су дале бившу италијанску колонију Еритреју царевини Етиопији почев од 1952. године. Тиме је завршена деколонизација етиопских планинских подручја што се Европе тиче али је то тек био почетак дуге и продужене борбе за независност Еритреје од Етиопије.

### Независност Либије
Либија је била још једна бивша италијанска колонија коју су освојили савезници у току Другог светског рата. Након рата Савезници су разматрали три могућности - да је врате Италији под неким видом туторства, да је задрже под сопственом контролом или да је предају под локалну управу одговарајућег значаја као што је етиопски цар у Етиопији. Она је изабрала монарха Мухамеда Идриза ал Санусија, старешину верског реда Санусија, који је учествовао у борби против италијанских освајача. Британске и неке америчке трупе остале су као окупационе снаге тако да је Либија започела своју званичну независност са израженим елементом неоколонијализма. Она је имала нафту која је могла да донесе богатство онима који њоме владају. Године 1969. капетан Моамер Гадафи организовао је војни пуч, свргао краља и сам постао диктатор који је годинама имао значајну улогу у афричкој и блискоисточној политици у постколонијалном периоду.

### Независност земаља Магреба
Покрети за независност у Магребу почели су у међуратним годинама. Најбоље организован био је покрет у Тунису под вођством Хабиба Бургибе а најслабији у Мароку. Без обзира на то, Тунис и Мароко су готово истовремено добили независност углавном због подршке мароканског султана Мухамеда V националном интересу, с тим што је задржао моћ и углед свог положаја. Француске управе су покушале разне маневре- да пошаљу краља у изгнанство за извесно време и да потраже друге савезнике у мароканском друштву али су покрети на селу продужени и јачали су почетком педесетих година 20. века. Алжирски рат за независност приморао је Француску да 1954. године прекине са губицима у своја два протектората и одобри самоуправу Тунису 1955, а независност 1956, када је Мароко постао независтан под Мухамедом V.
Французи су имали другачији став према Алжиру. Он је легално био део Француске, не само протекторат, и у њему је живео далеко већи број европских досељеника. Прва послератна побуна избила је у региону Константин 1945. године, али је имала локални значај, трајала кратко и лако је угушена- погибијом неколико хиљада Алжираца. Коначни рат започео је 1954. године када су се различити покрети за независност ујединили и основали Фронт националног ослобођења Алжира и позвали на општи устанак. Војне операције биле су скромне у почетку али после 1958. године Французи су морали да држе више од пола милиона војника у Алжиру. Како је време одмицало рат је постајао све непопуларнији у француском јавном мњењу. Париска влада је постепено изгубила контролу над алжирским операцијама у корист незваничног али ефикасног савеза између француске војске и европских колониста.
Коначно, 1958. француска армија у Алжиру побунила се против Четврте републике. Основана је нова Пета република, на челу са енергичним Шарлом де Голом. Он, међутим није био задрти империјалиста са којим су досељеници рачунали. Као вођа покрета отпора у Француској Слободна Француска за време Другог светског рата био је симбол патриотизма. Стога је он могао да попусти тамо где други нису имали политичку снагу да то учине. Он је постепено, у токо неколико година повукао француске трупе из Алжира мада је претила опасност поновне војне побуне. Када је коначно, 1962. године освојена независност досељеници и екстремно војно руководство основали су Тајну војну организацију која је покушала да изведе последњи пуч али без успеха. Готово сви досељеници су побегли у Француску бојећи се одмазде због својих последњих акција тероризма.

### Независност земаља јужно од Сахаре
Покрет за независност јужно од Сахаре кретао се сасвим другачије од покрета за независност у Египту и Магребу. У првој фази од 1951—1960, дошло је до општег мирног споразума о независности за британску западну Африку, Мадагаскар, француску Африку јужно од сахаре и Белгијски Конго. У другој фази која се незнатно преклапала и захватила почетак 1960-их независност су добиле британска источна и централна Африка, Руанда и Бурунди и три до тада британске територије у јужној Африци – Боцвана, Лесото и Свазиленд. Тек после десет година у трећој фази која је започела 1974/1975, независност су добиле португалске колоније с тим што су Намибија (бивша немачка југозападна Африка), Јужноафричка Република и Родезија (Зимбабве) биле једини значајни остаци европске моћи.
Због брзог и коначног краја колонијалне владавине сасвим се заборавља да исход није био онакав као што су сви очекивали. Британија и Француска које су биле сагласне да је неопходна колонијална реформа из рата су изашле са другачијим циљевима. Британци су прихватили идеју прелеска колонија на самоуправу а затим и на независност у оквиру Комонвелта. Недавни примери Индије и Пакистана били су очигледни. Европљани су веровали да ће тај процес у афричким колонијама бити дуг али су очекивали да ће до њега доћи. Међутим, они су желели да праве разлику између западне Африке са сразмерно малим бројем досељеника и осталих територија као што су Кенија и Родезија где су досељеници и то само они имали политичка права. Проблеми око намиривања Европљана и још веће индуске мањине у Кенији и Тангањики наговештавали су да до независности може доћи тек после дугог периода постепене припреме и озбиљног погађања.
У Француској независност није прихваћена тако спремно. Послератни период обновио је преобраћеничке идеје 19. века и наду да ће се француске колоније убрзо изједначити са Француском и створити ширу француску унију (касније названу Француска заједница), сличну Британском комонвелту нација али са много званичнијим везама. Стога су нови политички устави донети 1946. за Африку почели са отклањањем злоупотреба прошлости као што су присилни рад и неки облици правне неједнакости. Они су основали нова парламентарна тела као зачетак законодавства на Мадагаскару и у свакој од колонија које су биле у саставу две велике федерације Француске западне Африке и Француске екваторијалне Африке.
Међутим, најупечатљивији напредак било је проширење афричког представљања у Народној скупштини Француске. У Паризу је било само неколико десетина представника француских колонија али је ова група афричких политичара добила осећање моћи у широком окружењу. Они су били у француским владиним институцијама, помагали у вођењу политике Француске и колонија, не гласањем као колонијални блок већ у савезу са неколико различитих група у француском политичком животу. 
То учешће се исплатило у виду веће једнакости са Француском у постепеном проширењу грађанских права ширењу самоуправе на општинском нивоу и другим посебним предностима. То се исплатило и Француској јер су Африканци подржали рат у Индокини и касније рат у Алжиру. Средином педесетих година многи француски политичари освртали су се са поносом на своје успехе у кроћењу снага национализма које су довеле до многих очигледног немира у политичком животу британских колонија.
Немири су били посебно видљиви у Нигерији и на Златној обали у годинама непосредно после рата било због снажне локалне штампе, економског незадовољства или због нових масовних партија. Британци су били вољни да се крене ка постепеној независности. Постојећа елита поглавици на селу и западно образоване вође у граду били су сагласни да прихвате тај умерени корак али не и млади људи окупљени око ЦПП на Златној обали и око Азикивиног НКНК у Нигерији. Они су били одлучни да примене притисак да би скратили тај период али и даље без отворене побуне. Британци су се нашли пред избором- или да убрзају пут ка независности и повуку се без последица или да се суоче са репресијама и огорчењем. Они су одлучили да се повуку 1951. године уз симболичан гест. Кваме Нкрумах је тада био у затвору као политички затвореник али је његова Странка народне конвенције победила на изборима на Златној обали. Гувернер му је дозволио да изађе из затвора и преузме своје место новоизабраног премијера. Следио је припремни период самоуправе и Златна обала је 1957. постала независна под новим именом Гана. Нигерија, Сијера Леоне и Гамбија постале су независне у току наредних неколико година.
У међувремену 1956. године француска тропска Африка приближила се корак ближе самоуправи у оквиру Француске заједнице изгласавањем новог уставног закона. Он је довео до разноврсних нових реформи на основу којих је свака колонија била непосредно повезана са Француском и повећан је број представника колонија у Паризу. Међутим, афрички пристанак на самоуправу која је значила много мање од пуне независности био је поткопан проглашењем независности Марока и Туниса 1956. и Гане 1957. године и војном побуном која је довела генерала Де Гола на власт 1958. године. Заједно са својом понудом Алжиру на самоопредељење, Де Гол је понудио тропској Африци избор између тренутне независности- уз тренутни престанак сваке француске помоћи- или постепени развој самоуправе у оквиру Француске заједнице. Септембра 1958. гласачи у свакој колонији извршили су избор на посебном референдуму на којем се само Гвинеја Конакри одлучила на тренутну независност али очигледан успех идеје о афро-француској заједници био је краткотрајан.
Године 1960. покрети за независност имали су видљив успех на британским и белгијским територијама у западној и централној Африци. Тада је и Француска одлучила да не држи колоније јужно од Сахаре. Бивше француске колоније су једна за другом 1960. и 1961. године постале независне уз даљу помоћ и благослов Француске и њену наду да ће леп гест сачувати добру вољу и створити незваничну сферу француског неоколонијалног утицаја.

### Друга фаза - Конго и источна Африка
Друга фаза покрета за независност у источној и централној Африци почела је протестима који су постали све гласнији током педесетих година 20. века. Британија и Белгија су и даље одбијале уступке у источној и централној Африци. Пре 1955. белгијска влада је покушала да спречи налет промена у Конгу и није учинила ништа да га припреми за независност за коју су други сматрали да мора да дође раније или касније. Изолација није успела. Протестни покрети били су боље организовани и постали су насилнији током 1958. Почетком 1959. постало је јасно да ће независност уследити ускоро или ће се Белгија суочити са скупим ратом по узору на Алжир. Белгијска влада је тада унапред одредила датум независности и средином шездесетих година 20. века дала независност Конгу. У току следеће две године следиле су га Руанда и Бурунди. 
У британској источној Африци немири међу народом Кикују из Кеније током периода 1952—1956. претворили су се у герилски покрет, да би прерасли у отворени бунт који су Британци назвали Мау-Мау. Они су угушили бунт али је побуна указала на проблеме са којим се суочавају Европљани у прекоморским земљама који су били незнатна мањина али су владали привредом. Једно решење било је да одустану и оду што су урадили алжирски досељеници 1962. године. Друго решење је било да Британија одобри независност на основу принципа један човек, један глас и да очекује да ће будуће афричке власти показати благонаклоност према европској и индуској мањини. Крајем педесетих година британска политика је покушала да избегне оба решења и дала је предност успостављању посебних услова за заштиту мањина после добијања независности.
Међутим 1960. године постало је јасно да је покрет за независност снажан и да било какве уставне мере донете пре добијања независности не могу да гарантују шта ће се десити када једном до независности дође. Једна за другом, три источноафричке територије постале су независне на основу принципа један човек, један глас. И њих су следили Замбија и Малави. Године 1965. европска родезијска влада донела је једногласну одлуку о независности од Британије да би сачувала расни монопол своје моћи. Овога пута се Британија суочила са побуном својих досељеника. Она је одбацила сваку независност Родезије која се заснива на расној неједнакости али је одустала од употребе силе. Родезијски Европљани остали су на власти до 1980. године.

### Трећа фаза - португалске колоније, Родезија и ЈАР
До 1974. линија добијања независности стабилизовала се на северним границама Анголе, Мозамбика и Родезије. Португалци и досељеничке владе Родезије и Јужноафричке Републике нису хтеле да се повуку без борбе. Герилски покрети почели су дугу борбу за ослобођење против португалске владавине у Гвинеји Бисао, Мозамбику и Анголи. Организација афричког јединства покушала је да организује међународни притисак. Афрички чланови Уједињених нација покушали су да уведу санкције Родезији, али САД нису подржале овај предлог, а ЈАР и Португал су подржале Родезију. Герилски покрети су током година имали све више успеха и 1974. године део Гвинеје Бисао и велики делови Мозамбика били су у рукама побуњеника. Тада се португалска војска побунила у Португалу, збацила диктатуру у априлу 1974. и започете су социјалне и економске реформе укључујући и деколонизацију. Тако су пре краја 1975. независност добиле Гвинеја Бисао, затим Мозамбик, Зеленортска острва, Сао Томе и Принципе и коначно Ангола. 
Родезијска влада се нашла у неугодном положају због пребега Португалије. Још 1934. у Родезији је формиран Афрички национални конгрес, али је био слаб и после Другог светског рата. Године 1963. он се расцепио на две непријатељске фракције - Афрички народни савез Зимбабвеа и Афрички национални савез Зимбабвеа - подељене идеолошким, личним и неким етничким разлозима. Из своје базе у Замбији и Мозамбику обе су почеле да шаљу герилске јединице у Родезију које су постајале све јаче од 1975. године. Европљани у Родезији постали су зависни од помоћи Јужноафричке Републике али је и ЈАР почела да сумња у мудрост дугорочне подршке влади коју подржава свега 5% становништва и коју не признаје ниједна влада на свету. Влада САД се уплашила да би рат на расној основи у Родезији могао да охрабри СССР или Кину да се умешају на страни Африканаца. Године 1976. под притиском ЈАР и САД Родезија је започела преговоре који ће довести до независности 1980. године.
Независност Анголе извршила је притисак на ЈАР посебно у погледу Намибије која је још 1919. уступљена Јужној Африци као територија под мандатом Лиге народа. После Другог светског рата и она је требало да крене путем независности као и друге старатељске територије али ЈАР се успротивила. У међувремену су Уједињене нације признале Југозападноафричку народну организацију као јединог легитимног представника југозападне Африке и ова организација је отпочела герилску борбу. Ова борба и међународни притисак приморали су ЈАР да одобри независност Намибији 1989. године.
Коначни крај последње директне надмоћи Европљана у Африци догодио се 1994. године изборном победом Афричког националног конгреса у Јужноафричкој Републици.